# NGC 5020
NGC 5020 is een balkspiraalstelsel in het sterrenbeeld Maagd. Het hemelobject werd op 12 april 1784 ontdekt door de Duitse astronoom William Herschel.

## Synoniemen
- NGC 5020
- UGC 8289
- MCG 2-34-3
- ZWG 72.24
- IRAS13102+1251
- PGC 45883